# プソイドリシン
プソイドリシン(Pseudolysin、EC 3.4.24.26)は、酵素である。エラスチン、III型及びIV型コラーゲン、フィブロネクチン、免疫グロブリンA等、P1'に嵩高い疎水性基を持つタンパク質を加水分解する反応を触媒する。インスリンB鎖の切断パターンはテルモリシンと同じだが、他の基質特異性は異なる。
この酵素は、ペプチダーゼファミリーM4に分類される。